# (612) Veronika
612 Veronika és l'asteroide nombre 612. Va ser descobert per l'astrònom August Kopff des de l'observatori de Heidelberg (Alemanya), el 8 d'octubre de 1906. La seva designació provisional va ser 1906 VN.
L'asteroide B 612 és el planeta de la novel·la El petit príncep d'Antoine de Saint-Exupéry.